# قتل زنان باردار

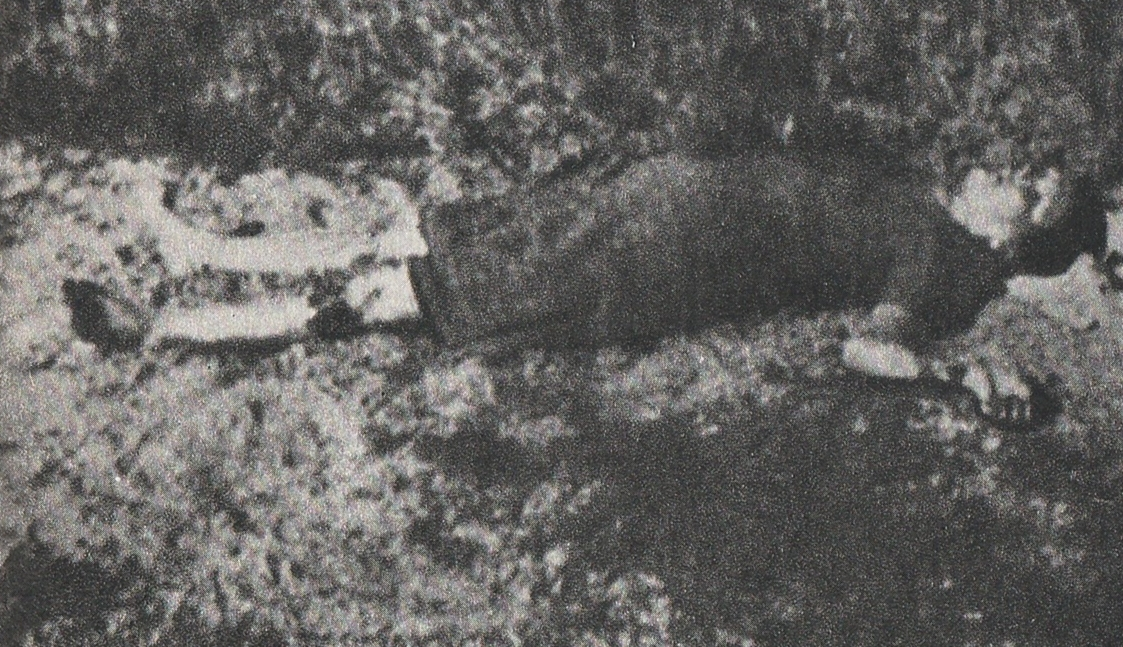
تصویری از قربانی این فرد

قتل زنان باردار (انگلیسی: Murder of pregnant women) نوعی آدم‌کشی است که به دنبال خشونت خانگی رخ می‌دهدصویری . خشونت خانگی یا خشونت شریک صمیمی (IPV) قربانیان زیادی دارد، و هنگام تجزیه و تحلیل مواردی که در آن قربانیان پا پیش گذاشته و آنرا گزارش کردند، مردان بیشتر از زنان مرتکب اعمال خشونت‌آمیز خانگی شده و زنان بیشتر احتمال دارد که آسیب‌های جدی را متحمل شوند. بسیاری از این زنان نه تنها از جان خود بلکه نسبت به جان فرزندان متولد نشده خود نیز هراسناک بودند. اخیراً توجه بیشتری هر مرگ‌ومیرهای مرتبط با بارداری به دلیل خشونت جلب شده‌است. خشونت شریک صمیمی ممکن است زمانی شروع شود که قربانی باردار شود. تحقیقات نشان داده‌است که سوءاستفاده در دوران بارداری یک زنگ خطر برای احتمال وقوع قتل‌های مرتبط با بارداری است.
قتل زنان باردار نوعی از قتل‌هاست که به تازگی مورد بررسی و مطالعه قرار گرفته‌است. آمار محدودی در دسترس است زیرا هنوز سیستم قابل اعتمادی برای ردیابی چنین مواردی وجود ندارد. تعیین اینکه آیا بارداری یک عامل علیتی است یا خیر، دشوار است.

## آمار
مطابق گزارش ای‌بی‌سی نیوز مطالعات انجام شده در مریلند، نیویورک و شیکاگو نشان می‌دهد که تقریباً ۲۰ درصد از زنانی که در دوران بارداری می‌میرند قربانی قتل هستند. در سال ۲۰۰۴، واشینگتن پست آمار مرگ‌ومیر را در سراسر ایالات متحده آمریکا بررسی کرد که مشخص شد از سال ۱۹۹۰ میلادی، ۱٬۳۶۷ مورد قتل زن باردار و مادران تازه متولد شده رخ داده‌است:
قتل‌ها در میان گروه‌های نژادی و قومی مختلف دیده می‌شود. در مواردی که جزئیات آن مشخص بود، ۶۷ درصد زنان با سلاح گرم کشته شدند. بسیاری از زنان در خانه - در اتاق خواب، اتاق نشیمن، آشپزخانه - معمولاً توسط مردانی که می‌شناختند سلاخی شدند. شوهران، دوست پسرها. عاشقان.
«ایزابل هوران» و «دایانا چنگ» از دپارتمان بهداشت و سلامت روانی مریلند مطالعه ای را در مورد مرگ‌های مرتبط با بارداری در مریلند بین سال‌های ۱۹۹۳ و ۱۹۹۸ انجام دادند و مرگ مرتبط با بارداری را به صورت «مرگ در دوران بارداری» یا «طی یک سال پس از پایان بارداری» تعریف کردند. آنها دریافتند که قتل عامل اصلی مرگ‌ومیرهای مرتبط با بارداری است که ۲۰ درصد از این مرگ‌ها را شامل می‌شود. در مقابل، قتل تنها پنجمین علت مرگ زنان در سنین باروری بود که در یک سال پیش از تاریخ مرگ‌شان باردار نشده بودند و علت ۶٫۴ درصد از مرگ‌ومیرهای این گروه را به خود اختصاص داد. دومین علت مرگ‌های بارداری، بیماری قلبی بود که ۱۹ درصد موارد مرگ را شامل می‌شد. مطالعه‌ای با استفاده از داده‌های ناحیه کلمبیا همچنین نشان داد که قتل عامل اصلی مرگ‌ومیر مرتبط با بارداری است.
مطابق یک مطالعه مرکز کنترل و پیشگیری از بیماری «نسبت کلی قتل مرتبط با بارداری ۱٫۷ مرگ در هر ۱۰۰٬۰۰۰ تولد زنده بود» و قتل علت اصلی مرگ ومیر مرتبط با بارداری نبود، اگرچه همچنان یکی از علل اصلی بود. با این حال، هوران و چنگ استدلال کردند که مطالعه مرکز کنترل و پیشگیری از بیماری مشکل را دست کم گرفته‌است زیرا از اطلاعات ناقص استفاده می‌کند. هوران و چنگ با استفاده از منابع اطلاعاتی بیشتر دریافتند که میزان قتل مرتبط با بارداری در مریلند ۱۰٫۵ در هر ۱۰۰٬۰۰۰ تولد زنده است. آنها پیشنهاد کردند هر ایالت باید مجموعه داده‌های خود را در مورد مرگ و میرهای مرتبط با بارداری تکمیل کند. واشینگتن پست در سال ۲۰۰۴ گزارش داد که «۱۳ ایالت اعلام کرده‌اند هیچ راهی ندارند که تعیین کنند چه تعداد زن در دوران بارداری و دوران پس از زایمان در سال‌های اخیر کشته شده‌اند.» در سال ۲۰۰۳، کالیفرنیا این مشکل را با تغییر اسناد گواهی فوت خود برای درج وضعیت زایمان یک قربانی زن برطرف کرد.
قتل دومین عامل مرگ‌ومیر در بین زنان ۲۰ تا ۲۴ ساله و پنجمین علت مرگ در بین زنان ۲۵ تا ۳۴ ساله در سال ۱۹۹۹ بود. بیشترین علت مرگ در هر دو گروه سنی سوانح است. تحقیقات انجام شده در مورد مرگ‌های مرتبط با بارداری در ویرجینیا نشان داد که قتل عامل اصلی مرگ بوده و ۱۳ درصد از کل مرگ‌ومیرهای نمونه‌گیری آماری را تشکیل می‌دهد. همان مطالعه نشان داد که خشونت (خودکشی، قتل، و مصرف تصادفی بیش از حد مواد) ۳۰ درصد از کل مرگ‌ومیرهای نمونه را تشکیل می‌دهد. تفاوت‌های نژادی نیز در داده‌ها مشهود بود، زنان سیاه‌پوست ۴٫۵ برابر بیشتر از زنان سفیدپوست در معرض خطر مرگ ناشی از قتل حاملگی بودند.

## قوانین و سیاست‌ها
«قانون قربانیان زاده‌نشدهٔ خشونت»، مصوب سال ۲۰۰۴، جنین را به عنوان «کودک در رحم» و شخص را به عنوان قربانی جرم قانونی تعریف می‌کند «اگر جراحت یا مرگ جنین در حین ارتکاب یک جنایت خشونت‌آمیز فدرال رخ دهد.» در آمریکا، ۳۸ ایالت قوانینی دارند که اگر قربانی در دوران بارداری به قتل برسند، مجازات مجرم سخت‌تر است. برخی از این قوانین جنین را «به منظور تعقیب کیفری مجرم» به‌عنوان یک «شخص» تعریف می‌کنند (کنفرانس ملی قانونگذاران ایالتی، ۲۰۰۸). لیسی پترسون، که در سال ۲۰۰۲ به قتل رسید، یکی از قربانیان مطرح و شناخته‌شدهٔ اینگونه جنایت‌هاست.
در حال حاضر در مجلس سنای کارولینای شمالی، لایحه‌ای به نام قانون اس‌بی ۳۵۳ قربانیان زاده‌نشدهٔ خشونت در حال بررسی است تا قانونی برای مرگ جنین در هنگام قتل مادر تعیین کند. ائتلاف کارولینای شمالی علیه خشونت خانگی به دلایل متعدد از جمله عدم توجه به خشونت علیه مادر به عنوان علت اصلی مرگ جنین از این قانون حمایت نمی‌کند. با این حال، این ائتلاف از موضع «شبکه ملی برای پایان دادن به خشونت خانگی» در مورد «قانون قربانیان زاده‌نشدهٔ خشونت» حمایت می‌کند.

## مداخلات
زنان ممکن است از صحبت کردن با ارائه دهندگان مراقبت‌های بهداشتی خود در مورد سوءاستفاده احساس امنیت کنند، به خصوص پس از اینکه متوجه شدند باردار هستند. برخی از سیاست‌های مطب‌های پزشکی و بیمارستان مشخص می‌کنند که پزشکان باید بیمار را به‌طور خصوصی و بدون حضور همراه معاینه می‌کنند. ویکتوریا فرای در سرمقاله ای در سال ۲۰۰۱ در مجله انجمن پزشکی آمریکا می‌نویسد: «قتل توسط شرکای صمیمی ممکن است نقطه کانونی برای تلاش‌های مؤثر در جهت پیشگیری از مرگ‌ومیر مرتبط با بارداری باشد، زیرا بسیاری از این زنان قبل از مرگ‌شان با سیستم مراقبت‌های بهداشتی تماس گرفته‌اند.» بررسی سیاست‌های مرتبط با «قتل شریک صمیمی» و پژوهش انجام‌شده دربارهٔ آن چندین نیاز را شناسایی کرده‌است: آموزش در سطح گسترده در خوزه مراقبت‌های بهداشتی در مورد نشانه‌های خشونت خانگی و غربالگری همه‌جانبه برای یافتن خشونت خانگی توسط ارائه‌دهندگان مراقبت‌های بهداشتی، و همچنین آگاهی از محل ارجاع زنان. زمانی که سوء استفاده مشخص شد و قربانی نیازمند خدمات است.